# Owen Wingrave
Az Owen Wingrave Benjamin Britten egyik kétfelvonásos operája. Szövegkönyvét Myfanwy Piper írta Henry James azonos című novellája alapján. Az opera a BBC2 televíziós csatorna számára készült. A felvételt, amely 1970 novemberében készült 1971. május 16-án sugározták. Színpadon először 1973. május 10-én mutatták be a londoni Királyi Operaházban.

## Szereplők
| Szereplő                                                 | Hangfekvés    |
| -------------------------------------------------------- | ------------- |
| Owen Wingrave, a Wingrave család utolsó tagja            | bariton       |
| Spencer Coyle, egy katonai előkészítő intézmény vezetője | basszbariton  |
| Lechmere, Owen diáktársa Coyle intézményében             | tenor         |
| Miss Wingrave, Owen nagynénje                            | szoprán       |
| Mrs Coyle                                                | szoprán       |
| Mrs Julian, özvegyasszony, eltartott rokon Paramore-ban  | szoprán       |
| Kate, a lánya                                            | mezzoszoprán  |
| Sir Philip Wingrave vezérezredes, Owen nagyapja          | tenor         |
| Narrátor, balladaénekes                                  | tenor         |
| Wingrave ezredes, kísértet                               | néma szereplő |
| Az ifjú Wingrave, a fia, kísértet                        | néma szereplő |
| Távoli kórus                                             | fiúkar        |

## Cselekménye
Owen Wingrave régi angol katonai család sarja, de ő maga szakítani akar a százados hagyománnyal, és békésebb pályát akar választani. Elhatározása nagy felzúdulást kelt rokonai között, meghívják vidékre, Paramore-ba, a család ősi kastélyába, hogy ott szándékának megváltoztatására bírják. Nagyapja, menyasszonya, valamennyi atyafia mind erről igyekeznek őt meggyőzni. Végül nagyapja, Sir Philip, a család feje, kizárja az örökségből, de a fiú így is hajthatatlan marad. Menyasszonya, Kate sem hajlandó követni őt, sőt gyávának bélyegzi. Owen tiltakozik. A lány akkor azt mondja, bizonyítsa be bátorságát, aludjon éjjel abban a szobában, ahol a kísértetek járnak. Egyik Wingrave-ős ugyanis gyávának találta fiát, és haragjában úgy megütötte, hogy meghalt. Temetése napján az apát is holtan találták. A családi legenda szerint apa és fia szoktak kísérteni abban a szobában. Owen bemegy, Kate pedig rázárja az ajtót. Egy idő múlva zajt hallanak onnan, Kate kinyitja az ajtót, és Owen sápadtan, élettelenül fekszik a padlón.

## Diszkográfia
- Peter Coleman-Wright (Owen Wingrave), Alan Opie (Spencer Coyle), James Gilchrist (Lechmere), Elizabeth Connell (Miss Wingrave), Robin Leggate (Sir Philip Wingrave; Narrátor) stb.; Tiffin Fiúkórus, City of London Sinfonia, vezényel Richard Hickox (2007) Chandos CHAN 10473(2)